# Ácido alfa-ceto

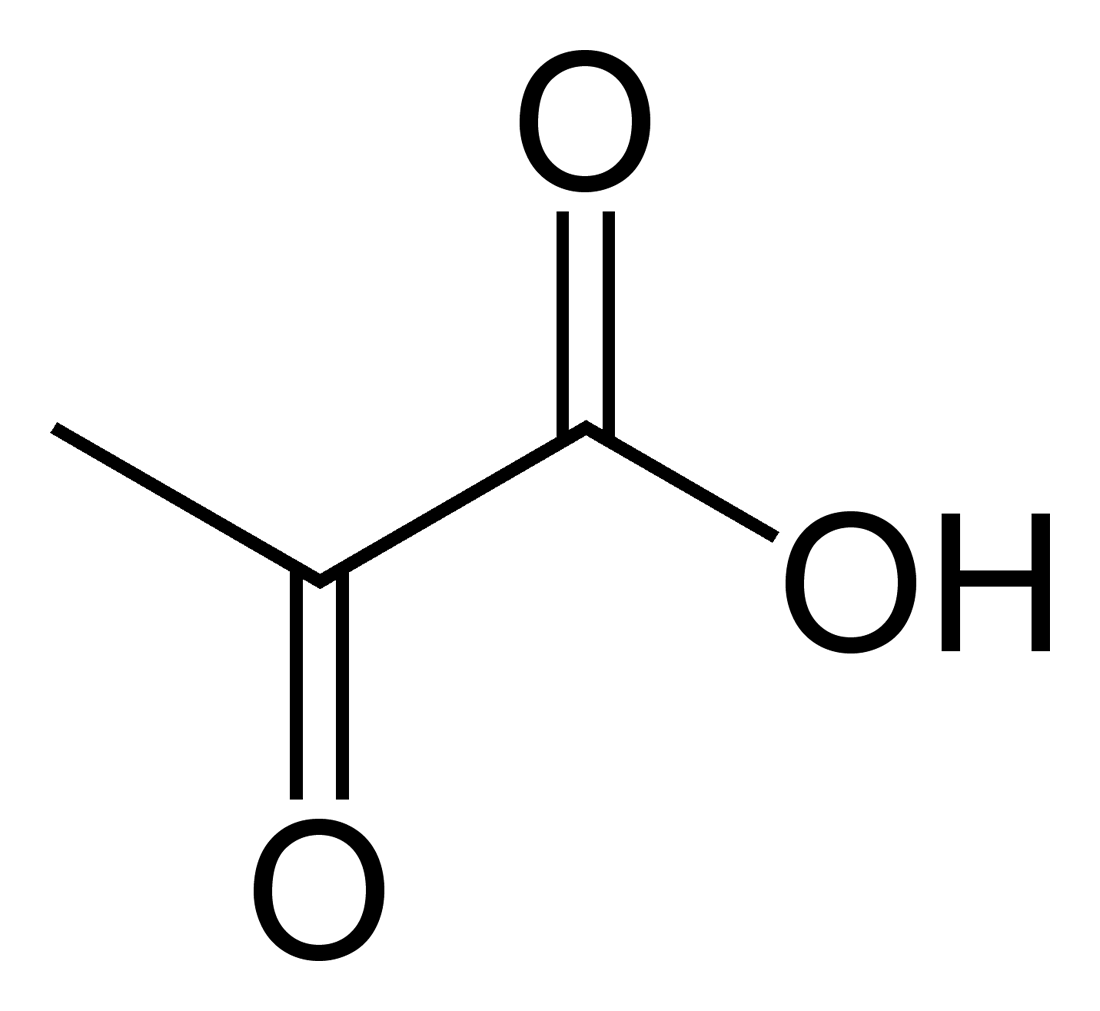
Molécula de ácido pirúvico. De los 3 carbonos de los que se compone, el de la derecha es el del grupo -COOH, el central es el carbono α con el grupo =O, y el de la izquierda es el carbono β que es un metilo.

Un ácido alfa-ceto es un tipo de cetoácido que contiene un grupo funcional cetona adyacente al carbono de un grupo funcional carboxilo. El ácido alfa-ceto más característico es el ácido pirúvico, producto de la reacción de la glucólisis. Otro ejemplo es el α-cetoglutarato, un compuesto del ciclo de Krebs.

El nombre de 'alfa' proviene de la nomenclatura según la cual el carbono del grupo carboxilo se toma como referencia. El carbono adyacente se denomina carbono α, el siguiente carbono β, y así sucesivamente. En los ácidos alfa-ceto, el grupo cetona está en el carbono α, el segundo carbono si contamos el del carboxilo.